# Damian Oko
Damian Oko (ur. 22 stycznia 1997 w Bolesławcu) – polski piłkarz, występujący na pozycji obrońcy, w latach 2017–2023 w Zagłębiu Lubin, od 2023 w Stali Stalowa Wola. W 2017 reprezentant Polski U-20.

## Kariera klubowa
W latach 2017–2023 był zawodnikiem Zagłębia Lubin, dla którego rozegrał 33 mecze w Ekstraklasie, zdobywając 1 gola. Sezon 2022/2023 spędził w drugoligowych rezerwach klubu, dla których zagrał 10 meczów, w tym 5 w pełnym wymiarze. 21 lipca 2023 został zawodnikiem beniaminka II ligi Stali Stalowa Wola, w której zadebiutował 6 sierpnia zremisowanym 1:1 wyjazdowym meczem przeciwko Wiśle Puławy. 3 marca 2024 zdobył swojego pierwszego gola dla „Stalówki” – ustanawiając rezultat 1:1 przeciwko Chojniczance Chojnice.

## Kariera reprezentacyjna
5 września 2017 zadebiutował w reprezentacji Polski U-20 w Turnieju Ośmiu Narodów, w spotkaniu przeciwko Włochom U-20.

## Statystyki
(aktualne na 9 marca 2024)

### Klubowe
| Klub               | Sezon              | Liga               | Liga  | Liga   | Puchar Polski | Puchar Polski |
| Klub               | Sezon              | Liga               | Mecze | Bramki | Mecze         | Bramki        |
| ------------------ | ------------------ | ------------------ | ----- | ------ | ------------- | ------------- |
| Zagłębie Lubin     | 2016/17            | Ekstraklasa        | 0     | 0      | 0             | 0             |
| Zagłębie Lubin     | 2017/18            | Ekstraklasa        | 0     | 0      | 1             | 0             |
| Zagłębie Lubin     | 2018/19            | Ekstraklasa        | 17    | 0      | 0             | 0             |
| Zagłębie Lubin     | 2019/20            | Ekstraklasa        | 13    | 0      | 2             | 0             |
| Zagłębie Lubin     | 2020/21            | Ekstraklasa        | 8     | 1      | 1             | 0             |
| Zagłębie Lubin     | 2021/22            | Ekstraklasa        | 0     | 0      | 0             | 0             |
| Zagłębie Lubin     | 2022/23            | Ekstraklasa        | 0     | 0      | 0             | 0             |
| Zagłębie II Lubin  | 2022/23            | II liga            | 10    | 0      | 0             | 0             |
| Stal Stalowa Wola  | 2023/24            | II liga            | 13    | 1      | 0             | 0             |
| Ogólnie w karierze | Ogólnie w karierze | Ogólnie w karierze | 61    | 2      | 4             | 0             |